# Надьердеи (стадион)
«Надьердеи» (венг. Nagyerdei Stadion, рус. стадион «Большой лес») — футбольный стадион в Дебрецене, Венгрия, является домашним стадионом футбольного клуба «Дебрецен». Открыт 1 мая 2014 года. Вместимость стадиона составляет 20 340 мест, что делает его третьим по вместимости стадионом Венгрии.

## История
Старый стадион был построен на этом месте в 1934 году. До 2013 года на нём выступали две команды из Дебрецена: ФК «Боскай» и СК «Дебрецен».
В 2010 году было принято решение о строительстве нового стадиона на месте старого. Строительство началось 29 января 2013 года. Стадион был открыт 1 мая 2014 года. Первым официальным матчем на новой арене был сыгран 10 мая. Игра между СК «Дебрецен» и ФК «Уйпешт» закончилась со счётом 3:1 в пользу хозяев.
22 мая 2014 года на стадионе состоялся товарищеский матч между сборными Венгрии и Дании, который закончился вничью 2:2.